# Quadrella incana
Quadrella incana är en kaprisväxtart som först beskrevs av Carl Sigismund Kunth, och fick sitt nu gällande namn av Hugh Hellmut Iltis och Cornejo. Quadrella incana ingår i släktet Quadrella och familjen kaprisväxter.

## Underarter
Arten delas in i följande underarter:
- Q. i. triangularis
- Q. i. yucatanensis